# Taça da Liga 2009-2010
La Taça da Liga 2009-2010 è stata la 3ª edizione del torneo. La competizione è iniziata il 1º agosto 2009 e si è conclusa il 21 marzo 2010. Il Benfica si è aggiudicato il trofeo battendo in finale il Porto per 3-0.

## Primo turno
| Squadra 1                     | Totale          | Squadra 2     | Andata | Ritorno |
| ----------------------------- | --------------- | ------------- | ------ | ------- |
| 2 agosto 2008 / 9 agosto 2008 |                 |               |        |         |
| Carregado                     | 1 – 2           | Covilhã       | 0 - 1  | 1 - 1   |
| Desp. Aves                    | 1 – 2           | Estoril Praia | 1 - 1  | 0 - 1   |
| Beira-Mar                     | 5 – 4           | Freamunde     | 5 - 1  | 0 - 3   |
| Oliveirense                   | 0 – 1           | Gil Vicente   | 0 - 1  | 0 - 0   |
| Fátima                        | 2 – 1           | Varzim        | 2 - 0  | 0 - 1   |
| Chaves                        | 3 – 3 (2-4 dtr) | Santa Clara   | 1 - 0  | 2 - 3   |
| Portimonense                  | 1 – 1 (6-5 dtr) | Feirense      | 1 - 1  | 0 - 0   |
| Penafiel                      | 2 – 2 (2-3 dtr) | Trofense      | 2 - 0  | 0 - 2   |

## Secondo turno

### Gruppo A
| Pos | Squadra      | G | V | N | P | GF | GS | DG | Pt |  | ACA | POR | BEI |
| --- | ------------ | - | - | - | - | -- | -- | -- | -- |  | --- | --- | --- |
| 1   | Académica    | 2 | 0 | 2 | 0 | 0  | 0  | 0  | 2  |  | —   | —   | 0–0 |
| 2   | Portimonense | 2 | 0 | 2 | 0 | 0  | 0  | 0  | 2  |  | 0–0 | —   | —   |
| 3   | Beira-Mar    | 2 | 0 | 2 | 0 | 0  | 0  | 0  | 2  |  | —   | 0–0 | —   |

1. ↑  [1]

### Gruppo B
| Pos | Squadra           | G | V | N | P | GF | GS | DG | Pt |  | VTG | COV | VTS |
| --- | ----------------- | - | - | - | - | -- | -- | -- | -- |  | --- | --- | --- |
| 1   | Vitória Guimarães | 2 | 2 | 0 | 0 | 4  | 1  | +3 | 6  |  |     | 2–0 |     |
| 2   | Covilhã           | 2 | 1 | 0 | 1 | 2  | 2  | 0  | 3  |  |     |     | 2–0 |
| 3   | Vitória Setúbal   | 2 | 0 | 0 | 2 | 1  | 4  | −3 | 0  |  | 1–2 |     |     |

### Gruppo C
| Pos | Squadra  | G | V | N | P | GF | GS | DG | Pt |  | TRO | FAT | MAR |
| --- | -------- | - | - | - | - | -- | -- | -- | -- |  | --- | --- | --- |
| 1   | Trofense | 2 | 1 | 1 | 0 | 4  | 2  | +2 | 4  |  |     | 3–1 |     |
| 2   | Fátima   | 2 | 1 | 0 | 1 | 3  | 4  | −1 | 3  |  |     |     | 2–1 |
| 3   | Marítimo | 2 | 0 | 1 | 1 | 2  | 4  | −2 | 1  |  | 1–1 |     |     |

### Gruppo D
| Pos | Squadra        | G | V | N | P | GF | GS | DG | Pt |  | EST | PFE | OLH |
| --- | -------------- | - | - | - | - | -- | -- | -- | -- |  | --- | --- | --- |
| 1   | Estoril Praia  | 2 | 1 | 1 | 0 | 2  | 0  | +2 | 4  |  |     |     | 2–0 |
| 2   | Paços Ferreira | 2 | 1 | 1 | 0 | 1  | 0  | +1 | 4  |  | 0–0 |     |     |
| 3   | Olhanense      | 2 | 0 | 0 | 2 | 0  | 4  | −4 | 0  |  |     | 0–1 |     |

### Gruppo E
| Pos | Squadra     | G | V | N | P | GF | GS | DG | Pt |  | RIO | GVI | BEL |
| --- | ----------- | - | - | - | - | -- | -- | -- | -- |  | --- | --- | --- |
| 1   | Rio Ave     | 2 | 1 | 1 | 0 | 1  | 0  | +1 | 4  |  |     |     | 1–0 |
| 2   | Gil Vicente | 2 | 0 | 2 | 0 | 1  | 1  | 0  | 2  |  | 0–0 |     |     |
| 3   | Belenenses  | 2 | 0 | 1 | 1 | 1  | 2  | −1 | 1  |  |     | 1–1 |     |

### Gruppo F
| Pos | Squadra      | G | V | N | P | GF | GS | DG | Pt |  | LEI | NAV | SCL |
| --- | ------------ | - | - | - | - | -- | -- | -- | -- |  | --- | --- | --- |
| 1   | União Leiria | 2 | 1 | 1 | 0 | 3  | 2  | +1 | 4  |  |     | 1–1 |     |
| 2   | Naval        | 2 | 0 | 2 | 0 | 2  | 2  | 0  | 2  |  |     |     | 1–1 |
| 3   | Santa Clara  | 2 | 0 | 1 | 1 | 2  | 3  | −1 | 1  |  | 1–2 |     |     |

## Terzo turno

### Girone A
| Squadra       | P.ti | G | V | P | S | RF | RS | DR |
| ------------- | ---- | - | - | - | - | -- | -- | -- |
| Porto         | 7    | 3 | 2 | 1 | 0 | 3  | 0  | +3 |
| Académica     | 7    | 3 | 2 | 1 | 0 | 3  | 1  | +2 |
| Leixões       | 1    | 3 | 0 | 1 | 2 | 1  | 3  | -2 |
| Estoril Praia | 1    | 3 | 0 | 1 | 2 | 2  | 5  | -3 |

|           | Aca   | Lei   | Por   | Est   |
| Académica |       |       | 0 - 0 | 2 - 1 |
| Leixões   | 0 - 1 |       |       |       |
| Porto     | 1 - 0 |       |       |       |
| Estoril   |       | 1 - 1 | 0 - 2 |       |

### Girone B
| Squadra          | P.ti | G | V | P | S | RF | RS | DR |
| ---------------- | ---- | - | - | - | - | -- | -- | -- |
| Sporting Lisbona | 9    | 3 | 3 | 0 | 0 | 5  | 2  | +3 |
| Trofense         | 4    | 3 | 1 | 1 | 1 | 2  | 2  | 0  |
| Braga            | 3    | 3 | 1 | 0 | 2 | 5  | 4  | +1 |
| União Leiria     | 1    | 3 | 0 | 1 | 2 | 3  | 7  | -4 |

|                  | Bra   | SpL   | Tro   | UnL   |
| Braga            |       |       |       | 4 - 1 |
| Sporting Lisbona | 2 - 1 |       |       |       |
| Trofense         | 1 - 0 | 0 - 1 |       |       |
| União Leiria     |       | 1 - 2 | 1 - 1 |       |

### Girone C
| Squadra           | P.ti | G | V | P | S | RF | RS | DR |
| ----------------- | ---- | - | - | - | - | -- | -- | -- |
| Benfica           | 7    | 3 | 2 | 1 | 0 | 4  | 2  | +2 |
| Rio Ave           | 4    | 3 | 1 | 1 | 1 | 4  | 4  | 0  |
| Nacional          | 4    | 3 | 1 | 1 | 1 | 2  | 2  | 0  |
| Vitória Guimarães | 1    | 3 | 0 | 1 | 2 | 2  | 4  | -2 |

|                   | Ben   | Nac   | Rio   | VGu   |
| Benfica           |       | 1 - 0 |       |       |
| Nacional          |       |       |       | 1 - 0 |
| Rio Ave           | 1 - 2 | 1 - 1 |       |       |
| Vitória Guimarães | 1 - 1 |       | 1 - 2 |       |

## Semifinali
| Squadra 1          | Risultato | Squadra 2 |
| ------------------ | --------- | --------- |
| 9-10 febbraio 2010 |           |           |
| Sporting Lisbona   | 1 - 4     | Benfica   |
| Porto              | 1 - 0     | Académica |

## Finale
La finale si è disputata in gara unica allo stadio Algarve a Faro il 21 marzo.
| Arbitro: | Jorge Sousa (Porto) |

|  |           |                                      |
|  | Marcatori | 10’ Amorim 45’ Martins 90+2’ Cardozo |